# Herbert Lumsden
Herbert Lumsden (8 avril 1897-6 janvier 1945) fut un général britannique de la Seconde Guerre mondiale. Chef d'un régiment d'automitrailleuses au sein du BEF, il est remarqué pour sa réussite lors de l'opération Dynamo en 1940. Chef d'une brigade blindée, il est très vite nommé à la tête de la 1re division blindée. Il découvre au travers de cette unité l'Afrique du Nord. Énergique et plutôt sensible, il lui arriva de discuter les ordres. Ceci fit qu'on lui attribua la défaite britannique à Gazala. Blessé à deux reprises en 1942, il est nommé à la tête du Xe corps qui prit part à la Seconde bataille d'El Alamein. Les relations avec Montgomery n'en étaient pas moins mauvaises et le chef de la 8e armée critiqua le peu d'envie dont faisait preuve Lumsden dans la poursuite de l'adversaire. Il fut ainsi limogé après la bataille.
Il reçut un poste en Angleterre avant d'être transféré dans le Pacifique par Winston Churchill comme représentant militaire anglais auprès du général Douglas MacArthur. Alors qu'il naviguait à bord du cuirassé USS New Mexico, il est tué lors d'une attaque de kamikaze dans le golfe de Lingayen le 6 janvier 1945.

## Sources
- Biographical Dictionary of British Generals de la Seconde Guerre mondiale, Nick Smart.  (ISBN 1-84415-049-6)